# Лука (Невесиње)
Лука је насељено мјесто у општини Невесиње, Република Српска, БиХ. Према попису становништва из 1991. у насељу је живјело 194 становника.

## Географија
Смјештено је на западном ободу Лучког поља које је дио Невесињског поља. Посједује велике природне љепоте, па је веома подобно за развој сеоског туризма.
Некада велико село са основном школом, задругом и сточном пијацом, а данас још једно у низу од скоро па напуштених села Херцеговине. Такође посједује православну цркву Успења Пресвете Богородице која је саграђена 1893. на источном ободу поља, гдје је некад био манастир, неколико стећака и каменом поплочан бунар „Црвљевац“, за који се не зна поуздано када је саграђен. У близини се налази неколико извора воде од којих су најпознатији Плочник, Скакала, Стублине, и Сопот, са кога се село напаја водом преко водоводног система. Лука је и мјесна заједница у чијем саставу су села Прковићи, Боровчићи, Крушевљани, Сељани, Живањ, Грдача, Драмишево, Баре и Заборани.

## Становништво
У Луци су на Попису 1991. године живјеле породице: Баралија, Булић и Гачаница.
| Националност | 1991. | 1981. | 1971. | 1961. |
| Срби         | 108   |       |       |       |
| Муслимани    | 86    |       |       |       |
| Црногорци    |       | 1     | 1     |       |
| непознато    |       |       |       |       |
| Укупно       | 194   | 262   | 312   | 344   |

| Демографија- | Демографија- | Демографија- |
| Година       | Становника   | Становника   |
| ------------ | ------------ | ------------ |
| 1948.        | 1.486        |              |
| 1953.        | 0            |              |
| 1961.        | 344          |              |
| 1971.        | 312          |              |
| 1981.        | 262          |              |
| 1991.        | 194          |              |

## Знамените личности
- Душан Зуровац, српски књижевник